# كأس إيطاليا 1989–90
كأس إيطاليا 1989–90 (بالإيطالية: Coppa Italia 1989-1990)‏ هو الموسم 43 من كأس إيطاليا. أقيم خلال الفترة 23 أغسطس 1989 وحتى 25 أبريل 1990، وأشرف على تنظيمه اتحاد إيطاليا لكرة القدم، وكان عدد الأندية المشاركة فيه 48، وفاز فيه يوفنتوس.